# Ágios Pandeleímonas (Flórina)
Ágios Pandeleímonas, en grec moderne : Άγιος Παντελεήμονας, auparavant appelé Páteli (Πάτελι), est un village du dème d'Amýnteo, district régional de Flórina, en Macédoine-Occidentale, Grèce.
Selon le recensement de 2011, la population du village compte 984 habitants.